# Clepsis lindebergi
Clepsis lindebergi es una especie de polilla del género Clepsis, categorizada en la tribu Archipini, de la subfamilia Tortricinae.

## Distribución
Se distribuye por Finlandia.

## Taxonomía
Fue descrita por Krogerus en 1952 y publicada en (Tortrix), Notulae Ent. 32: 156.